# Бежань (Румунія)
Бежань, Бежані (рум. Băjani) — село у повіті Бузеу в Румунії. Входить до складу комуни Ваду-Пашій.
Село розташоване на відстані 101 км на північний схід від Бухареста, 4 км на північний схід від Бузеу, 95 км на захід від Галаца, 112 км на південний схід від Брашова.

## Населення
За даними перепису населення 2002 року у селі проживали 593 особи, усі — румуни. Усі жителі села рідною мовою назвали румунську.